# بونویل (آیووا)
بونویل (به انگلیسی: Booneville) یک منطقهٔ مسکونی در ایالات متحده آمریکا است که در آیووا واقع شده‌است. بونویل ۲۶۰٫۹۱ متر بالاتر از سطح دریا واقع شده‌است.